# قنطريون طرفي
القنطريون الطرفي واسمه العلمي (باللاتينية: Centaurea limbata) نوع نباتي ينتمي إلى جنس القنطريون من الفصيلة النجمية.